# Atanas Tarev
Atanas Tarev, né le 31 janvier 1958 à Sofia, est un athlète bulgare, sauteur à la perche.

## Palmarès

### Championnats du monde d'athlétisme
- Championnats du monde d'athlétisme de 1983 à Helsinki ( Finlande)
  -  Médaille de bronze au saut à la perche
- Championnats du monde d'athlétisme de 1987 à Rome ( Italie)
  - 8e au saut à la perche

### Championnats du monde d'athlétisme en salle
- Championnats du monde d'athlétisme en salle de 1987 à Indianapolis ( États-Unis)
  - 6e au saut à la perche
- Championnats du monde d'athlétisme en salle de 1989 à Budapest ( Hongrie)
  - 11e au saut à la perche

### Championnats d'Europe d'athlétisme
- Championnats d'Europe d'athlétisme de 1982 à Athènes ( Grèce)
  -  Médaille de bronze au saut à la perche
- Championnats d'Europe d'athlétisme de 1986 à Stuttgart ( Allemagne de l'Ouest)
  - 4e au saut à la perche

### Championnats d'Europe d'athlétisme en salle
- Championnats d'Europe d'athlétisme en salle de 1981 à Grenoble ( France)
  - 8e au saut à la perche
- Championnats d'Europe d'athlétisme en salle de 1982 à Milan ( Italie)
  - 5e au saut à la perche
- Championnats d'Europe d'athlétisme en salle de 1983 à Budapest ( Hongrie)
  - 4e au saut à la perche
- Championnats d'Europe d'athlétisme en salle de 1985 à Athènes ( Grèce)
  -  Médaille de bronze au saut à la perche
- Championnats d'Europe d'athlétisme en salle de 1986 à Madrid ( Espagne)
  -  Médaille d'or au saut à la perche
- Championnats d'Europe d'athlétisme en salle de 1987 à Liévin ( France)
  - 7e au saut à la perche
- Championnats d'Europe d'athlétisme en salle de 1988 à Budapest ( Hongrie)
  -  Médaille de bronze au saut à la perche
- Championnats d'Europe d'athlétisme en salle de 1989 à La Haye ( Pays-Bas)
  - 7e au saut à la perche